# Stegodontidae
Los estegodóntidos (Stegodontidae) son una familia extinta de proboscídeos que vivió desde el Mioceno hasta el final del Pleistoceno (20.43 a 0.0041 Ma), en África, Asia y la Wallacea. Aunque comúnmente se considera una familia, algunos los consideran una subfamilia (Stegodontinae) de los elefantes verdaderos (familia Elephantidae).

## Taxonomía
Stegodontidae fue nombrado por Osborn (1918). Fue asignado a Mammutoidea por Carroll (1988) y a Elephantoidea por Lambert y Shoshani (1998) y Shoshani et al. (2006).